# Quelques arpents de neige
Cet article concerne le Canada de la Nouvelle-France qui correspond à l'actuelle province de Québec. Ne pas confondre le Canada de la Nouvelle-France avec l'actuel Canada, pays existant depuis 1867.
Pour les articles homonymes, voir Quelques arpents de neige (homonymie).

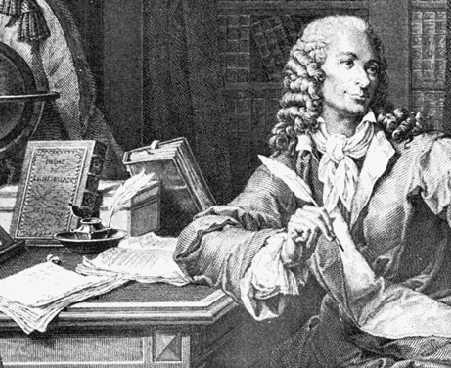
Voltaire à la résidence de Frédéric II à Potsdam, en Prusse. Détail d'une gravure de Pierre Charles Baquoy, d'après N. A. Monsiau.

« Quelques arpents de neige » est l'une des citations de Voltaire par lesquelles celui-ci exprimait son évaluation dépréciative de la valeur économique du Canada et, par extension, de la Nouvelle-France, en tant que colonie au XVIIIe siècle. Parce qu'elle exprime de façon concise une vision caricaturale qui avait cours en certains milieux de la France métropolitaine de l'époque, cette expression s'est intégrée à la culture populaire québécoise et elle est régulièrement citée au Québec.
Il existe, en fait, non pas une seule mais plusieurs citations semblables de Voltaire, lesquelles constituent autant de variations sur le même thème, et on peut de nos jours entendre citer l'une ou l'autre, selon le choix du locuteur. Dans ses nombreuses œuvres ainsi que dans sa volumineuse correspondance, Voltaire a en effet utilisé plusieurs variantes de la formule. Cela n'est guère surprenant, car Voltaire réutilisait parfois ses propres formules dans ses différentes lettres et dans ses autres écrits.

## Contexte historique

L’Amérique du Nord vers 1755. Les territoires français sont représentés en bleu, les territoires anglais en rouge, les espagnols en orange.

À l'époque de Voltaire, la Nouvelle-France comprenait le Canada (actuel sud du Québec), l'Acadie (actuellement les provinces canadiennes de l'Île-du-Prince-Édouard, de la Nouvelle-Écosse et du Nouveau-Brunswick) et la Louisiane (actuel centre des États-Unis). Toutes les parties de la colonie firent l'objet, à un moment ou l'autre, des sarcasmes de Voltaire.
À travers ses différents écrits, l'idée fondamentale qu'exprime Voltaire au sujet de la Nouvelle-France demeure la même. On peut la résumer en une prémisse d'ordre économique et une prémisse d'ordre stratégique, lesquelles contribuent toutes deux à une conclusion pratique :
- Presque tout le territoire du nord de la Nouvelle-France constitue, et demeurera, pour l'essentiel, une terre glacée et improductive.

- La Grande-Bretagne, qui a exploré et conquis la zone arctique (Terre de Rupert), et colonisé des terres productives plus au sud (Treize colonies) ainsi qu'à l'est (Nouvelle-Écosse, Terre-Neuve), déjà habitées par une population beaucoup plus nombreuse, ne tolérera pas la présence d'une autre puissance européenne dans la région et n'aura de cesse d'attaquer la Nouvelle-France. Compte tenu de cette énorme différence de population et de ressources matérielles entre ces deux empires coloniaux en Amérique, de l'impossibilité de modifier ce déséquilibre des forces dans un avenir raisonnable et du contrôle des routes maritimes, la Grande-Bretagne l'emportera inévitablement tôt ou tard.

- Toute défense sérieuse de la Nouvelle-France par la métropole requerrait donc des ressources énormes en comparaison de l'insignifiante valeur économique de la colonie et de telles ressources, même dans le cas où elles permettraient des victoires à court terme, seraient tout de même gaspillées, car, au mieux, elles ne serviraient qu'à retarder de quelques décennies supplémentaires la cession à la Grande-Bretagne, inévitable à long terme. Une saine politique économique impose donc de céder le nord de la Nouvelle-France à la Grande-Bretagne le plus tôt possible et de concentrer les ressources de la France dans ses colonies antillaises, plus rentables et plus facilement défendues.

Les critiques parfois adressées de nos jours à Voltaire concernent principalement sa généralisation simpliste et mal informée et l'évaluation erronée qu'il fit du potentiel économique et de développement de la colonie. D'aucuns disent que nul ne peut lui reprocher de ne pas avoir prévu le développement moderne de l'Ouest canadien et du centre des États-Unis, encore peu connus des Européens au XVIIIe siècle. Toutefois, la description que fait Voltaire de territoires essentiellement glacés et improductifs ne correspond pas à la réalité de la région des Grands Lacs et de la vaste région du centre-ouest des États-Unis actuels, territoires qui étaient en jeu à l'époque. De plus, le tableau qu'il peint d'une colonie basée seulement sur le commerce des fourrures était déjà, à l'époque où il écrivait, dépassé d'environ un siècle.
Bien qu'il soit difficile d'évaluer dans quelle mesure exactement la description que fait Voltaire de la colonie peut être attribuée à une exagération volontaire pour fins polémiques, à un manque d'intérêt, à l'attachement à un préjugé ou simplement à une mauvaise information, ses quelques écrits sur le sujet attestent un certain degré de myopie quant au niveau d'évolution économique qui avait à ce moment été atteint dans les parties habitées de la Nouvelle-France et surtout au potentiel du territoire.
D'un autre côté, l'évaluation que fait Voltaire des ressources qui seraient nécessaires pour une défense efficace de la Nouvelle-France et de l'impossibilité pratique d'une telle défense à long terme demeure pour certains valide. Voltaire semble ignorer que l'émigration de quelques milliers de Français supplémentaires en Nouvelle-France n'aurait rien changé en France alors que les mêmes colons français au Québec avaient une natalité galopante. Ils auraient pu protéger la Colonie à peu de coûts et en augmenter le rendement. Il faut rappeler que les famines en France étaient très meurtrières : la Grande famine de 1709 y tua près de 600 000 personnes. La France connut 16 famines au XVIIIe siècle. Par contre, les conditions de vie en Nouvelle-France étaient plus saines que celles de France. Par exemple, la colonie connaît un taux de mortalité infantile réduit et une plus faible propagation des maladies. Principalement, grâce au dispersement de la population, la Nouvelle-France est pratiquement exempte d'épidémies mortelles (variole, typhus, grippe) jusqu'à la fin du XVIIe siècle. Les plus grandes possibilités d'établissement pour les jeunes couples et les conditions de vie plus faciles (la terre est féconde, les bois giboyeux et la pêche souvent très bonne) contribuent aussi à l'augmentation rapide de la population en favorisant les familles nombreuses.
Les fameuses citations de Voltaire au sujet de la Nouvelle-France ont pour la plupart été écrites entre 1753 et 1763, aux alentours de la Guerre de Sept Ans. Durant la plus grande partie de cette période, Voltaire vivait en Suisse. Pendant la guerre, il paraissait parfois favoriser le roi Frédéric II de Prusse (allié de la Grande-Bretagne contre la France), avec lequel il entretenait alors une correspondance (les deux hommes se trouvant à nouveau en meilleurs termes, après leur querelle de 1753). Voltaire correspondait aussi durant la même période avec quelques ministres français. Il se trouvait donc en relation avec les deux parties belligérantes, mais toutefois à un niveau plus personnel et littéraire que politique. Il estimait que cette guerre était une erreur pour la France, et il demandait aux ministres français d'y mettre fin le plus tôt possible, quel qu'en soit le prix.
Les querelles frontalières dans leurs colonies d'Amérique avaient constitué le casus belli initial (1754) entre la Grande-Bretagne et la France. La guerre s'étendit par la suite (1756) en Europe pour des raisons purement européennes et se termina sept ans plus tard, en 1763. La position de Voltaire selon laquelle la France devrait céder ses colonies nord-américaines se situait dans la droite ligne de sa position quant à la guerre en général. Pour lui, la cession de Nouvelle-France apaiserait la Grande-Bretagne. La position de Voltaire quant à la guerre en Europe a probablement accentué sa propension à vouloir dépeindre la Nouvelle-France comme n'ayant que peu de valeur.

## Citations exactes dans leur contexte textuel
Voici les citations de Voltaire au sujet de la Nouvelle-France classées en ordre chronologique.

### 1753– Essai sur les mœurs et l'esprit des nations
« Chapitre 151 – Des possessions des Français en Amérique
« Déjà les Anglais se mettaient en possession des meilleures terres et des plus avantageusement situées qu'on puisse posséder dans l'Amérique septentrionale au-delà de la Floride, quand deux ou trois marchands de Normandie, sur la légère espérance d'un petit commerce de pelleterie, équipèrent quelques vaisseaux, et établirent une colonie dans le Canada, pays couvert de neiges et de glaces huit mois de l'année, habité par des barbares, des ours et des castors. Cette terre, découverte auparavant, dès l'an 1535, avait été abandonnée ; mais enfin, après plusieurs tentatives, mal appuyées par un gouvernement qui n'avait point de marine, une petite compagnie de marchands de Dieppe et Saint-Malo fonda Québec, en 1608, c’est-à-dire bâtit quelques cabanes; et ces cabanes ne sont devenues une ville que sous Louis XIV.
« Cet établissement, celui de Louisbourg, et tous les autres dans cette nouvelle France, ont été toujours très pauvres, tandis qu'il y a quinze mille carrosses dans la ville de Mexico, et davantage dans celle de Lima. Ces mauvais pays n'en ont pas moins été un sujet de guerre presque continuel, soit avec les naturels, soit avec les Anglais, qui, possesseurs des meilleurs territoires, ont voulu ravir celui des Français, pour être les seuls maîtres du commerce de cette partie boréale du monde.
« (…) On envoya des colonies au Mississippi (1717 et 1718) ; on grava le plan d'une ville magnifique et régulière, nommée la Nouvelle-Orléans. Les colons périrent la plupart de misère, et la ville se réduisit à quelques méchantes maisons. Peut-être un jour, s'il y a des millions d'habitants de trop en France, sera-t-il avantageux de peupler la Louisiane, mais il est plus vraisemblable qu'il faudra l'abandonner. » 

### 1756– Lettre à François Tronchin
Dans cette lettre à François Tronchin, écrite à Monriond, près de Lausanne et datée du 29 janvier 1756, Voltaire mentionne le tremblement de terre qui détruisit Lisbonne (Portugal), le 1er novembre 1755.
« La guerre est donc sérieuse. Je voudrais que le tremblement de terre eût englouti cette misérable Acadie plutôt que Lisbonne et Méquines. » 

### 1756– Lettre à M. Tronchin, de Lyon
Lettre à Jean Robert Tronchin, écrite à Monriond et datée du 26 février 1756.
« Le commerce souffrira beaucoup, les deux nations s’épuiseront en Europe pour quelques arpents de neige en Amérique. » 

### 1757– Lettre à M. de Moncrif
Cette lettre de Voltaire à François-Augustin de Paradis de Moncrif (1687-1770), écrite à Monrion, le 27 mars 1757, contient la première utilisation directe par Voltaire de l'expression « quelques arpents de glace en Canada ». Le passage pertinent de la lettre se lit comme suit :
« (…) Je suis histrion l'hiver à Lausanne et je réussis dans les rôles de vieillard, je suis jardinier au printemps, à Mes Délices près de Genève, dans un climat plus méridional que le vôtre. Je vois de mon lit le lac, le Rhône et une autre rivière. Avez-vous mon cher confrère un plus bel aspect ? Avez-vous des tulipes au mois de mars ? Avec cela on barbouille de la philosophie et de l'histoire, on se moque des sottises du genre humain, et de la charlatanerie de nos physiciens qui croient avoir mesuré la Terre, et de ceux qui passent pour des hommes profonds parce qu'ils ont dit qu'on fait des anguilles avec de la pâte aigre. On plaint ce pauvre genre humain qui s'égorge dans notre continent à propos de quelques arpents de glace en Canada. On est libre comme l'air depuis le matin jusqu'au soir. Mes vergers, mes vignes et moi nous ne devons rien à personne (…). » 
La phrase de la lettre de Voltaire à Moncrif a souvent été citée et est devenue bien connue. Jules Verne (1828-1905) l'a notamment citée dans son roman Famille sans nom , publié en 1889, dont l'histoire se déroule dans le Bas-Canada en 1837, pendant la Rébellion des Patriotes québécois. La phrase est citée au chapitre 1 du roman. Ce roman a probablement contribué à la popularité de l'expression auprès du public.

### 1758– Candide
Voltaire semble avoir été satisfait de la formule qu'il avait inaugurée dans sa lettre à Moncrif : en effet, il la réutilise presque mot pour mot l'année suivante dans son roman Candide (écrit en 1758 et publié en 1759), bien qu’il y remplace la glace par la neige. La version « arpents de neige » de 1758 est celle qui devint un lieu commun au Canada français, Candide étant naturellement plus facile d'accès que la correspondance. Le passage pertinent se trouve au chapitre 23 de Candide alors que deux des personnages du roman échangent leurs impressions au sujet de la France et de la Grande-Bretagne :
« Vous savez que ces deux nations sont en guerre pour quelques arpents de neige vers le Canada, et qu'elles dépensent pour cette belle guerre beaucoup plus que tout le Canada ne vaut. » 

### 1758– Lettre àJean Robert Tronchin
«On est dans un labyrinthe dont on ne poura guères sortir que dans des ruisseaux de sang, et sur des corps morts : c’est une chose bien triste d’avoir à soutenir une guerre ruineuse sur mer pour quelques arpents de glace en Acadie, et de voir fondre des armées de cent mille hommes en Allemagne sans avoir un arpent à y prétendre».

### 1759– Mémoires pour servir à la vie de Voltaire, écrits par lui-même
« L’Angleterre fit une guerre de pirates à la France, pour quelques arpents de neige, en 1756 ; (…) » 

### 1760– Lettre d'Étienne de Choiseul
Bien qu’il ne s’agisse pas ici d’une lettre de Voltaire mais plutôt d’une lettre qui lui est adressée par le duc Étienne François de Choiseul (1719-1785), secrétaire d’État (ministre) des Affaires étrangères de Louis XV, elle illustre la correspondance qu’entretenait Voltaire avec les responsables du gouvernement français et le sens de l’humour de Choiseul dans sa façon d’annoncer à Voltaire la chute de la Nouvelle-France :
« Versailles, ce 12 octobre

« (…) J’ai appris que nous avons perdu Montréal et par conséquent tout le Canada. Si vous comptiez sur nous pour les fourrures de cet hiver, je vous avertis que c’est aux Anglais qu’il faut vous adresser. »

### 1760– Lettre au marquis de Chauvelin
Dans cette lettre au marquis Bernard Louis de Chauvelin (1716-1773), écrite aux Délices, la propriété de Voltaire près de Genève, le 3 novembre 1760, Voltaire écrit :
« Si j'osais, je vous conjurerais à genoux de débarrasser pour jamais du Canada le ministère de la France. Si vous le perdez, vous ne perdez presque rien ; si vous voulez qu'on vous le rende, on ne vous rend qu'une cause éternelle de guerre et d'humiliation. Songez que les Anglais sont au moins cinquante contre un dans l'Amérique septentrionale. » 

### 1762– Lettre à Gabriel de Choiseul
Cette lettre de Voltaire au comte César Gabriel de Choiseul (1712-1785, futur duc de Praslin), qui avait remplacé en 1761 son cousin Étienne au poste de secrétaire d'État des Affaires étrangères, écrite aux Délices le 6 septembre 1762, est l'un des écrits les plus connus de Voltaire à propos de la Nouvelle-France puisqu'elle est mentionnée, de façon anecdotique, dans certains manuels d'histoire du secondaire. Elle est brève et peut facilement être citée en entier :
« Aux Délices 6 septembre 1762

« Si je ne voulais que faire entendre ma voix, monseigneur, je me tairais dans la crise des affaires où vous êtes. Mais j'entends les voix de beaucoup d'étrangers, toutes disant qu'on doit vous bénir si vous faites la paix à quelque prix que ce soit. Permettez-moi donc monseigneur, de vous en faire mon compliment. Je suis comme le public, j’aime mieux la paix que le Canada, et je crois que la France peut être heureuse sans Québec. Vous nous donnez précisément ce dont nous avons besoin. Nous vous devons des actions de grâces. Recevez en attendant avec votre bonté ordinaire le profond respect de Voltaire. » 

### 1763– Précis du siècle de Louis XV
La rédaction du Précis par Voltaire s'étend sur une certaine période. Les passages pertinents ci-dessous furent probablement écrits en 1763 ou plus tard.
« Chapitre 31 – État de l'Europe en 1756 – (…) - Guerres funestes pour quelques territoires vers le Canada – (…)
« Les révolutions que ce même roi de Prusse et ses ennemis préparaient dès lors étaient un feu qui couvait sous la cendre : ce feu embrasa bientôt l'Europe, mais les premières étincelles vinrent d'Amérique. Une légère querelle entre la France et l'Angleterre, pour quelques terrains sauvages vers l'Acadie, inspira une nouvelle politique à tous les souverains d'Europe. »
« Chapitre 35 – Pertes des Français
« On a perdu ainsi en un seul jour quinze cents lieues de pays. Ces quinze cents lieues, dont les trois quarts sont des déserts glacés, n'étaient pas peut-être une perte réelle. Le Canada coûtait beaucoup, et rapportait très peu. Si la dixième partie de l'argent englouti dans cette colonie avait été employée à défricher nos terres incultes en France, on aurait fait un gain considérable ; mais on avait voulu soutenir le Canada, et on a perdu cent années de peine avec tout l'argent prodigué sans retour. 
(…)
L'État perdit, dans le cours de cette funeste guerre, la plus florissante jeunesse, plus de la moitié de l’argent comptant qui circulait dans le royaume, sa marine, son commerce, son crédit. On a cru qu'il eût été très aisé de prévenir tant de malheurs en s'accommodant avec les Anglais pour un petit terrain litigieux vers le Canada ; mais quelques ambitieux, pour se faire valoir et se rendre nécessaires, précipitèrent la France dans cette guerre fatale. » 

### 1763– Lettre à d'Argental
Cette lettre de Voltaire à Charles Augustin Feriol, comte d'Argental (date incertaine), bien qu'elle ne constitue pas une description du territoire, éclaire la position de Voltaire sur le sujet ainsi que ses relations avec les Britanniques pendant la guerre :
« Le gouvernement ne me pardonnera donc pas d'avoir dit que les Anglais ont pris le Canada que j'avais, par parenthèse, offert, il y a quatre ans, de vendre aux Anglais : ce qui aurait tout fini, et ce que le frère de M. Pitt m'avait proposé. » 

### 1765– Lettre à d'Argental
Lettre de Voltaire à Charles Augustin Feriol, comte d'Argental, datée du 17 janvier 1765. La guerre de Sept Ans n’en est pas le sujet, mais elle sert de point de comparaison avec de récents soucis personnels :
« Voilà une grande tracasserie pour un mince sujet. Cela ressemble à la guerre des Anglais, qui commença pour quatre arpents de neige ; mais je m'en remets à votre prudence. » 

## Anecdotes
On peut lire le vers « Ce qu’importaient au roi quelques arpents de neige ! » (l. 128) du poème « Le drapeau de Carillon » (1858) du poète Octave Crémazie.
Le poète Louis-Honoré Fréchette a composé, par critique envers Voltaire, Sous la statue de Voltaire, dans Légende d'un peuple (1887) .
L'historien Marcel Trudel a écrit sa thèse de doctorat sur L'influence de Voltaire au Canada.
Le cinéaste Denis Héroux a créé en 1972 un film intitulé Quelques arpents de neige.
L'auteur-compositeur Claude Léveillée a écrit une chanson intitulée Pour quelques arpents de neige (écrite à l'origine pour le film de Héroux).
Le jeu Trivial Pursuit a été conçu au Québec sous le nom original de Quelques arpents de pièges.
Plusieurs livres portent des titres, en français ou en anglais, inspirés de l'une ou l'autre de ces formules de Voltaire.
L'auteur de jeux de société, Martin Wallace, a conçu un jeu dont le titre est cette citation de Voltaire traduite en Anglais. Ce jeu, basé sur le mécanisme du "deck-building", simule le conflit franco-britannique sur la possession du Québec .